# Mahabo Mananivo
Mahabo Mananivo est une commune rurale malgache située dans la partie est de la région d'Atsimo-Atsinanana.

## Géographie
Mahabo Mananivo est située au sud de la côte orientale de Madagascar.
Elle est localisée à ,
- latitude sud : 23°09’ et 23°14’
- longitude est : 47°41’ et 47°45’

Mahabo Mananivo est accessible toute l'année par la Route Nationale 12A au sud de la ville de Farafangana qui est une route bitumé
La commune rurale est subdivisée en 10 quartiers appelés Fokontany dont :
- Mahabo étant chef lieu administratif
- Iabotako, chef lieu traditionnel
- Nosiala
- Rorobe
- Vohimasy
- Iabomary
- Lohagisy
- Karimbelo
- Baboaka

La commune est caractérisée par ses plages ouvertes à l'océan indien, étant parmi les premiers producteurs de fruits de mer comme les langoustes, crevettes et poissons.La forêt sur sable d’Agnalazaha.
Il aura fallu l’effort conjugué de l’administration forestière de Farafangana, de la commune rurale de Mahabo-Mananivo et de Missouri Botanical Garden pour que la forêt sur sable d’Agnalazaha soit enfin conservée et devienne une nouvelle aire protégée de Madagascar. 
Longeant la plaine côtière, la nouvelle aire protégée d’Agnalazaha est localisée dans la commune rurale de Mahabo-Mananivo, sur la RN 12, à 55 km de Farafangana. Exposée directement à l’océan Indien, la fragile forêt sur sable d’Agnalazaha subit l’influence active de l’alizé qui apporte une forte humidité atmosphérique. Les impers et cirés y sont de mise au moins 219 jours par an, avec de fortes pluies de décembre à avril. Malgré tout, la moyenne de la température annuelle y est de 23°C. Une chaleur bienfaisante qui attire des visiteurs, surtout pendant la saison fraîche de Madagascar.
La forêt s’étend sur 2 747 hectares à moins de 50 mètres d’altitude, entrecoupée de nombreux marécages où poussent les mahampy (sorte de joncs). Le parcours ne présente aucune difficulté car des pistes et des ponts ont été aménagés par l’association Soazagnahary, représentant la commune rurale de Mahabo-Mananivo, et les guides locaux.
Malgré la pauvreté en matières organiques de son sol sableux, Agnalazaha peut se targuer d’héberger 357 espèces de plantes, dont plus de la moitié est endémique de Madagascar. On y trouve également des plantes endémiques locales, pour ainsi dire connues uniquement ici, dont l’orchidée Bulbophyllum jackyi, la nouvelle espèce de bois d’ébène Diospyros mahaboensis ined et l’arbuste Ivodea mahaboensis ined, de la famille des orangers. Et la faune n’est pas en reste avec sept espèces de micromammifères dont cinq – excusez du peu ! – sont endémiques de Madagascar. Ainsi de la petite chauve-souris rousse Pteropus rufus, du tenrec ecaudatus qui rappelle le hérisson, de l’insectivore zébré Hemicentetes semispinosus, du grand hérisson tenrec Setifer setosus et de la très chassée Oryzorictes hova dont le physique se rapproche plus du rat que du tenrec.
Agnalazaha constitue, également, le terrain de prédilection de cinq espèces de lémuriens : les diurnes Eulemur cinereiceps et Hapalemur griseus et les nocturnes Avahi ramanantsoavanai, Microcebus rufus et Cheirogalus major. Tous sont menacés d’extinction. Eulemur cinereiceps et Avahi rama nantsoavanai restreints à la région Atsimo Atsinanana, s’observent facilement dans la forêt d’Agnalazaha, à la satisfaction des touristes.
Pour les passionnés d’oiseaux, il faut se lever tôt pour assister à l’envol des 66 espèces, dont 23 sont identifiées comme endémiques de Madagascar comme le majestueux ibis huppé Lophotibis cristata. Comme toutes les forêts de la côte orientale, Agnalazaha est riche en reptiles et amphibiens, respectivement 32 et 24 espèces, avec là aussi des espèces locales d’un énorme intérêt scientifique, comme les geckos Phelsuma cf. quadriocellata et Phelsuma sp.nov. A noter que le gecko Phelsuma antanosy, une espèce supposée propre à la région de Fort-Dauphin, a été collecté dans la forêt d’Agnalazaha. La RN12 passe devant le bureau local de Missouri Botanical Garden (MBG) où commencent les visites.
Jusqu’à Agnalazaha, les paysages se succèdent sur 5 km de pistes, avec notamment l’espace aux Nepenthes madagascariensis ou le marécage à mahampy, sorte de jonc, matière première de l’activité vannière qui fait la renommée mondiale du site. La visite ne peut se terminer que sur les plages de sable fin à perte de vue avec le déferlement des vagues destinées aux surfers les plus aguerris. En tout et pour tout, les infrastructures sur place peuvent accueillir 44 personnes par nuitée. Pour la commodité des visiteurs, MBG met à leur disposition des bungalows en falafa et des chambres dans une maison en bois d’eucalyptus. Ressourcement garanti.